# أحلى شيء (فلم)
أحلى شيء (بالإنجليزية: The Sweetest Thing) فيلم كوميدي رومانسي أمريكي تم إصداره عام 2002 من إخراج روجر كومبل و تأليف نانسي بيمينتال. و بطولة كاميرون دياز ، كريستينا آبلغيت

## ملخص قصة
(كريستينا والترز) مصممة ديكور ناجحة، على الرغم من معرفتها الجيدة بالرجال، ولكنها عازفة عن الدخول في علاقة جدية، تعيش كريستينا بصحبة كورتني روكليف وهي محامية طلاق و جين التي انفصلت مؤخرًا عن صديقها كيفين تحاول كريستينا وكورتني التخفيف عنها فتصطحبانها لقضاء أمسية في ملهى ليلي، وهناك تتعرف كريستينا على الشاب الوسيم بيتر الذي تدهشه جرأتها الكبيرة، وعندما يغادر بيتر المكان تشعر كريستينا أنه الرجل المناسب الذي طالما حلمت به، وتقرر لاحقًا أن تتبعه في رحلتها للبحث عن الحب.

## روابط خارجية
مقالات تستعمل روابط فنية بلا صلة مع ويكي بيانات